# Christian Kämmerling
Christian Kämmerling (* 21. September 1953 in Berlin) ist ein deutscher Journalist. Zusammen mit Andreas Lebert gilt er als Erfinder des SZ-Magazins.

## Leben
1990 trat Kämmerling in die Gründungsredaktion des SZ-Magazins ein, 1996 übernahm er die Chefredaktion, gemeinsam mit Ulf Poschardt. Im Jahr 2000 mussten Kämmerling und Poschardt das Magazin verlassen, nachdem ihr sogenannter Borderline-Journalismus den größten Medienskandal des Jahres provoziert hatte: die Enthüllung der gefälschten Interviews des Hollywood-Reporters Tom Kummer.
2003 bis 2004 war er als Autor für die Zeitschrift Die Weltwoche tätig. 2004 entwickelte er für die Verlagsgruppe Handelsblatt das Lifestyle-Supplement Why not!, 2006 für die Frankfurter Allgemeine Zeitung das Comeback des FAZ-Magazins. 2004 bis 2007 war Kämmerling zudem Medienberater des Red-Bull-Begründers Dietrich Mateschitz.
Kämmerling ist Mitglied des Art Directors Club und Jurymitglied der Lead Academy. Sein Konzeptjournalismus wurde vielfach preisgekrönt. Das spektakulärste Beispiel ist die gemeinsam mit der amerikanischen Künstlerin Jenny Holzer gestaltete Ausgabe des SZ-Magazins (Nr. 46/1993), deren Titelblatt mit dem Blut vergewaltigter jugoslawischer Frauen gedruckt wurde, um auf das Thema Kriegsgewalt aufmerksam zu machen. Das schockierende Heft führte zu einer gesellschaftlich-kontroversen Diskussion in ganz Deutschland.
Seit 2005 ist Kämmerling Inhaber und Geschäftsführer der Kreativagentur Contrix GmbH in Hergiswil (Schweiz) und berät führende Wirtschaftsunternehmen. Für den italienischen Automobilkonzern Ferrari entwickelte er das Magazin "Enzo", für den britischen Automobilkonzern Lotus leitete er die Redaktion des gleichnamigen Magazins in New York. Das Magazin wurde 2012 von der amerikanischen "Society of Publication Designers" als beste Zeitschrift des Jahres nominiert. In Zusammenarbeit mit der Schweizer Werbeagentur Studio Achermann lancierte er zahlreiche Publikationen für die Swisscom in Bern und die Migros in Zürich.
Kämmerling ist verheiratet mit Lisa Feldmann, der ehemaligen Chefredakteurin der größten Schweizer Frauenzeitschrift annabelle. Er ist Vater zweier Kinder, lebt in Zürich und in Saint-Paul de Vence.
2014 veröffentlichte Kämmerling – unter dem Pseudonym Jonathan Crown – den Roman "Sirius". Der Roman schildert die fiktive Biographie eines jüdischen Hundes, der den Schrecken des Dritten Reichs entflieht, im Exil in Hollywood Karriere als Filmstar macht und im Zweiten Weltkrieg wieder in Berlin landet, Seite an Seite mit Adolf Hitler im Führerbunker. "Der Sensationshund der Literatursaison" (SPIEGEL), ursprünglich im deutschen Verlag Kiepenheuer & Witsch erschienen, wurde ein internationaler Bestseller, publiziert in England, Italien, Frankreich, Holland und Spanien. Das New Yorker Verlagshaus Scribner, Verleger von Ernest Hemingway, F. Scott Fitzgerald und Stephen King, brachte "Sirius" 2016 in den USA heraus. 2017 wurde "Sirius" in Frankreich mit dem renommierten Literaturpreis "Prix du Cercle de l´Union Interalliée" ausgezeichnet.